# Borodinó (Perm)
Borodinó —Бородино (rus) — és un poble del krai de Perm, a Rússia, que en el cens del 2010 tenia 7 habitants.